# 베트남 올림픽 위원회
베트남 올림픽 위원회(베트남어: Uỷ ban Olympic Việt Nam, 영어: Vietnam Olympic Committee)는 베트남을 대표하는 국가 올림픽 위원회이다. IOC 코드는 VIE이다. 본부는 하노이에 있으며 아시아 올림픽 평의회에 소속되어 있다.
1976년에 설립했으며 1979년에 국제 올림픽 위원회의 승인을 받았다. 올림픽, 아시안 게임, 동남아시아 경기 대회를 비롯한 국제 스포츠 대회에 참가하는 베트남의 선수들을 대표한다.